# Wheelerigobius
Wheelerigobius is een geslacht van straalvinnige vissen uit de familie van grondels (Gobiidae).

## Soorten
- Wheelerigobius maltzani (Steindachner, 1881)
- Wheelerigobius wirtzi Miller, 1988